# Zack y Cody: la película
Zack y Cody: la película (en inglés: The Suite Life Movie) es una película original de Disney Channel de 2011 dirigida por Sean McNamara y protagonizada Cole Sprouse y Dylan Sprouse. Está basada en las dos series de Disney Channel The Suite Life of Zack & Cody y The Suite Life on Deck, transcurriendo los eventos de la película durante la tercera temporada de esta última. 
La película se estrenó en Estados Unidos el 25 de marzo de 2011 por Disney Channel. Su estreno en España fue el 23 de septiembre de 2011 y en Latinoamérica su estreno fue el 12 de mayo de 2013.

## Trama
Después de hacer planes para pasar las vacaciones de primavera con su novia Bailey Pickett (Debby Ryan), Cody Martin (Cole Sprouse) decide dejar el SS Tipton, un crucero grande, donde asiste a la escuela, a trabajar como pasante para el Dr. Donald Spaulding (John Ducey) en una firma de investigación de prestigio en su lugar. Lo hace con la esperanza de obtener una beca para la Universidad de Yale.
Cuando Zack Martin, el hermano (Dylan Sprouse) revela los planes de Cody a Bailey antes de que Cody pudo, sin embargo, ella se enfurece que Cody canceló sus planes con ella y se niega a hablar con él. Zack pide a Cody su coche, que sus padres le han dado a Cody cuando vaya a la universidad, pero Cody se niega.
Sin embargo, después de Zack hace funcionar un submarino de mil millones de dólares en el malecón, en un intento de impresionar a un asistente de ciencia linda, y Cody hace lo mismo tratando de detenerlo, el equipo se pierde y Cody es expulsado del programa. Furioso, Cody le dice a Zack que lo odia y jura que nunca lo perdonaría, alegando que pueden ser gemelos, pero definitivamente no son hermanos. En otra parte, la heredera del barco London Tipton (Brenda Song) accidentalmente come un fruto dado a los delfines que le permite comprenderlos.
Los gemelos Martin después enterarse de que a pesar de Cody ya no será elegible para trabajar como pasante Dr. Spaulding, tanto los niños son ideales para el Proyecto Géminis, un gran proyecto por el Dr. Ronald Olsen (Mateo Glave), que estudia la conexión física y emocional de los gemelos. A pesar de que los lleva a pensar mucho, los hermanos están de acuerdo y de la tierra ellos mismos en un campo de entre cientos de otros gemelos. El Dr. Olsen les explica que el propósito del proyecto es crear un vínculo emocional entre la gente que espera poner fin a la maldad en el mundo.
De esta manera, según el Dr. Olsen, debe formar un enlace entre los gemelos. En el transcurso del proyecto, que utiliza la misma fruta, como los experimentos del Dr. Spaulding, Zack y Cody formar un enlace: en primer lugar un enlace físico, en el que se puede sentir lo que el otro está sintiendo, entonces la empatía, o un vínculo emocional. Después de que el desarrollo de estos bonos, que escuchar una conversación que revela que el Dr. Olsen tiene malas intenciones. Mientras tanto, Bailey descubre la carta de Cody y la lee. Y Bailey se da cuenta de que Cody sólo quería obtener una beca para estudiar en Yale y se va con London y Woody (Matthew Timmons) para encontrarlo.
En el instituto, London sabe a través de un delfín que Zack y Cody se encuentran en el Proyecto Géminis y el Dr. alertas Spaulding quien afirma que los gemelos Martin podrían estar en peligro. Bailey llama al gerente de la SS Tipton, el Sr. Moseby (Phill Lewis), al sitio del Proyecto Géminis, mientras todos se van a salvar a Zack y Cody.
Durante este tiempo, los hermanos intentan huir de la isla y el ejército de los gemelos, que ahora están con control mental para perseguir a los dos. El ejército tiene éxito, como Zack y Cody son capturados y llevados al laboratorio, donde Bailey, London, Woody, y el Dr. Spaulding logran encontrarlos. El Dr. Olsen revela que él es el gemelo malvado de Dr. Spaulding y explica que él espiaba a Zack y Cody desde el principio de la película. 
Después de contar el uno con el otro, Zack y Cody comienzan a fusionarse, pero la combinación no es correcta porque los gemelos en una discusión que se extiende en un altercado físico, y finalmente destruien el Proyecto Géminis. Ronald afirma que se unirá a todo el mundo e intenta reiniciar la máquina, pero es detenido por Cody, que forma rápidamente un plan, y él y Zack les dan el fruto especial a los gemelos Spaulding, que finalmente se entienden telepáticamente por descubrir que querían ser como los demás todo el tiempo. El Sr. Moseby llega con la policía que arresta a Ronald. Zack y Cody ahora entienden que hacen un "buen equipo".
Después, Cody y Bailey se han reconciliado y visitó lugares juntos y Zack está conduciendo su coche, que Cody finalmente accedió a que lo tenga. En el muelle, Zack aparca el coche en un área de embarque y ve a sus amigos y su hermano en el SS Tipton. Por desgracia, el coche es aplastado por un cajón de embalaje que contiene la ropa de verano de London. Mientras mira a Zack en estado de shock, la película termina con el Sr. Moseby diciendo: "Bueno, las vacaciones de primavera ha terminado. Ahora bien, si tan sólo pudiera llegar a las vacaciones de verano".

## Reparto
| Personaje            | Actor           | Doblaje (Latinoamérica) |
| -------------------- | --------------- | ----------------------- |
| Cody Martin          | Cole Sprouse    | Memo Aponte Jr.         |
| Zack Martin          | Dylan Sprouse   | Manuel Díaz             |
| Bailey Pickett       | Debby Ryan      | Cynthia de Pando        |
| London Tipton        | Brenda Song     | Gaby Ugarte             |
| Sr. Moseby           | Phill Lewis     | Raúl Anaya              |
| Woody Fink           | Matthew Timmons | Carlos Díaz             |
| Dr. Donald Spaulding | John Ducey      | Mario Arvizu            |
| Dr. Ronald Spaulding | John Ducey      | Arturo Mercado Jr.      |
| Dr. Ronald Olsen     | Matthew Glave   | Arturo Mercado Jr.      |
| Nellie Smith         | Katelyn Pacitto | Alondra Hidalgo         |
| Kellie Smith         | Kara Pacitto    | Mariana Ortiz           |
| Ben                  | Steven French   | Javier Olguín           |
| Sven                 | John French     | Arturo Cataño           |